# Agbaou
Agabou est un village du département d'Akoupé, en Côte d'Ivoire dans la région de La Mé. Il est le premier village du canton Kietun en venant d'Abidjan ou d'Adzopé. C'est un village moderne avec des infrastructures de base (eau, électricité, téléphone).
Un de ses fils, Monsieur Yapo Yapo Calice a été Ministre du Commerce sous Laurent Gbagbo, en qualité de Ministre issu du PDCI. Quelques-uns de ses cadres sont Yapo Atsè Dominique  ex Directeur Technique du LBTP  et ex Conseiller Technique au Bnetd, à la retraite,  Ahoti Yapo François (actuel Directeur régional Afrique de la Commission Electrotechnique Internationale - IEC), Yapi Zimbabwé (Commandant à la Douane ivoirienne). Ainsi que de dynamiques jeunes, acteurs de changement comme Yapo Ferlux (Entrepreneur et Auteur de plusieurs oeuvres littéraire).

## Géographie

### Climat
Comme dans tout le grand Département d'Adzopé, le climat à Agbaou comporte quatre saisons :
Une grande saison des pluies (avril-juillet)
Une petite saison sèche (mi-juillet à mi-septembre)
Une petite saison des pluies (mi-septembre à novembre)
Une grande saison sèche (décembre à mars)

### Végetation et productions agricoles
Le village d'Agbaou se situe en zone forestière  et fait partie de l'ancienne boucle du Cacao. 
On y retrouve donc plantations de cacao,  de café et plus récemment des plantations d'hévea.  Agbaou produit également des produits vivriers tels la banane plantain,  le manioc, le tarot, du riz et des legumes divers dont l'aubergine, le gombo, la tomate, le piment, etc.

## Histoire
L'histoire du village d'Agbaou prend son encrage dans celle du peuple Akié ou Attié, issu lui-même du grand groupe de peuple appelé « Akans ». Cette histoire générale du peuple Akié indique que celui-ci vient du Ghana voisin d'où il avait pris la fuite à la suite de querelles.
Pour l'histoire spécifique d'Agbaou, on relève une preuve de cette poursuite à travers le témoignage de la rivière BAWO au-delà de laquelle le village Agbaou a été établi. En effet, ce terme, emprunté - semble-t-il - de la langue Agni signifie littéralement « ils sont partis » ou encore « ils sont hors de portée ». L'on  doit  retenir   que  poursuivis   par  leurs  adversaires, les patriarches d'Agbaou  traversèrent  cette rivière que pour une raison ou l'autre, leurs poursuivants ne purent traverser. Arrivés au bord de cette   rivière et  ayant  constaté que  ceux  qui allaient  devenir plus  tard les  Agbaoulais étaient   de   l'autre   côté   de   la   rive, ils   dirent   « BA WO ». Cette   rivière porte ce nom jusqu'aujourd'hui.
L'appellation du village se relie à cette histoire de poursuite, de bataille et de guerre. Des témoignages concordants indiquent que les patriarches d'Agbaou, une fois de l'autre côté de la rivière, décidèrent de s'établir sur le site actuel du village d'Agbaou, vaille que vaille.  Littéralement, ils dirent « Akpeuh bè ahou » c’est-à-dire « restons ici même s'il nous devrons y mourir ». En d'autres termes, ils décidèrent d'arrêter leur course, de s'établir et même de combattre au péril de leur vie sans jamais se résoudre à abandonner ce site.
Leur établissement se fit d'abord par grandes familles. On dénombre les « GNIUNS », les « CESHOUE » et  ceux de « N'GOSSE ». Chacune de ces familles vivait sur son site propre, jusqu'à ce que la décision soit prise de se rassembler en un seul village.
En ce temps-là, SEKA SEKA de Moapé fonda le canton N'Kazin en assujettissant  Ananguié, Ahouabo et Bouapé. Il voulut rattacher Agbaou à son canton. Mais les patriarches Ansa et Keteki  refusèrent.  Cela  a  donné   naissance  à  une  guerre  à  l'issue   de  laquelle, il  n'a  pu assujettir les agbaoulais. C'est ainsi qu'Agbaou n'est pas rentré dans le canton N'Kazin et est resté rattaché au canton Kiétun ou Ketin dont il est la porte d'entrée.  
En cette époque, il n'y avait pas de chef de village. Chaque chef de famille réglait les affaires de sa famille. La nécessité d'avoir un chef interviendra au moment de la colonisation. Le colon, soucieux d'avoir un interlocuteur demanda qu'il soit désigné un chef.
Des témoignages   concordant  indiquent que   Monneypi  Ohoueu   a  été le  premier chef   de village d'Agbaou. Il était Agbaoulais par sa mère; son père était d'Ahéoua, un village voisin d'Agbaou. Certains témoignages établissent que Monneypi Ohoueu accéda au trône de la chefferie en tant que neveu "matrilinéaire", en accord avec les pratiques successorales encours dans le peuple Akan dont est issu le peuple Akié.Sa mère s'appelait AFIE. Elle avait une sœur nommé CHIAPI. Aussi loin que nous pouvons pousser  nos   recherches   (à   ce   stade   précis), on   note   qu'AFIE   eut   deux   fils : Monneypi OHOUEU et Monneypi ODI appelé aussi Mintessè. Elle n'eut pas de fille.
CHIAPI de son côté engendra CHAHIN N'CHO, CHAHIN M'BO et CHAHIN ANON BROU.Elle eut également une fille du nom de CHIEDA. CHIEDA n'eut plus d'enfant après le décès de son fils, estimant que son fils a été utilisé en sorcellerie par ses frères pour  servir comme sacrifice d'adoration du trône.
La conséquence à tirer de ces faits est la suivante. Monneypi Ohoueu et chahin Anon Brou n'ont pas eu  de neveu matrilinéaire capable de leur succéder selon la tradition AKAN.
Un concours de circonstances amena Ohoueu à confier le pouvoir à Anon Brou Clément qui était son cousin, fils de sa tante CHIAPI.L'histoire retient qu'Anon Brou travaillait à la CFAO à Dabou. Il comprenait le français. Il est arrivé au village avec une voiture qu'il n'avait   pas   payée. Les créanciers vinrent donc à Agbaou pour récupérer leur dû. Tout le village dû cotiser pour solder cette dette. Plus tard, Anon Brou Clément voulut retourner à Dabou. Ohoueu s'y opposa craignant que  celui-ci revienne avec une plus grosse dette. Il décida alors de lui remettre la chefferie du village afin qu'il y reste. Les villageois adhérèrent à cette idée. C'est ainsi qu'Anon Brou Clément devint le 2e chef de village d'Agbaou. 
Les témoignages concordent également pour rendre compte du renversement d'Anon Brou Clément par ASSI Kanigan, une personne reconnue pour être une tête de réseau, proche des autorités de cette époque. Il désigna Amin Ossey comme 3e chef de village d'Agbaou. Malheureusement, l'analphabétisme de celui-ci occasionna sa destitution par l'Administration coloniale, qui retourna le pouvoir à Anon Brou Clément. Amin Ossey ne fit pas plus de trois mois sur le trône. 
Anon Brou Clément est décédé subitement sans assurer sa succession. Des témoignages indiquent que Monneypi Ohoueu avait une femme autoritaire du nom d'ANIN BI ADOUNIN qui fit donner le pouvoir à BIAN ADOU qui devint ainsi le 4e chef du village d'Agbaou.
Le   chef  Adou   était   un   personnage   intransigeant   qui   n'acceptait   jamais   le   pardon ;   les villageois avaient fini par ne plus fréquenter sa cour pour faire juger leurs affaires.  Ils allaient plutôt vers le chef d'Aheoua. C'est ainsi qu'il a été destitué. 
Ambeu Kpingni devint alors le 5e chef et demeurera sur le trône jusqu'à sa mort. Après  la mort d'Ambeu  Kpingni, des  difficultés ne  permirent  pas   aussitôt  de  choisir  son successeur.
L'intérim de la  chefferie fut alors  confié à Kouassi  Asseu Kalilou, qui était en ce moment Secrétaire de session du PDCI RDA. Après deux ans d'intérim   de Kalilou, et moult infructueuses tentatives  de pourvoir à la fonction de chef de village, il fut convenu de procéder  par élection. 
Quatre candidatures furent enregistrées:
1. Brou Chahin David appelé aussi N'chotioh au nom de la famille Anon Brou
2. Tiemélé Jacques au nom de la famille Bian Adou
3. Adou Bian Marc au nom de la famille Bian Adou
4. Kimou Assi Nicolas

À l'issue du vote, N'chotioh a été élu et est ainsi devenu le 6e Chef de village d'Agbaou le 13 janvier 1973.
L’histoire récente d’Agbaou est assez bien connue pour ne pas faire l’objet d’ajout dans ce contexte d’historique. Nous   pouvons   conclure   que   l’Agbaoulais   est   selon   le   nom   du   village, une   personne déterminée, brave, prête à faire face au danger quoi qu’il en coûte. L’existence même du village jusqu’aujourd’hui   témoigne   de   sa   victoire   acquise   et   la   préservation   de   son engagement.

## Éducation préscolaire, scolaire et secondaire
Le village d'Agbaou compte sept écoles primaires. Une école d'enseignement secondaire publique, et une autre d'enseignement privée, sont presentes sur le territoire du village.

## Santé
Le village dispose d'un dispensaire avec un infirmier. Il n' y a pas de maternité. Les hôpitaux les plus proches en cas d'évacuation sanitaire se trouvent à Akoupé et à Adzopé. Le village n'a pas d'ambulance.

## Jumelages
Actuellement, le village d'Agbaou ne bénéficie d'aucun jumelage